# USS Hale (DD-642)
USS Hale (DD-642) là một tàu khu trục lớp Fletcher được Hải quân Hoa Kỳ chế tạo trong Chiến tranh Thế giới thứ hai. Nó là chiếc tàu chiến thứ hai của Hải quân Mỹ được đặt theo tên Eugene Hale (1836-1918), Thượng nghị sĩ tiểu bang Maine. Nó hoạt động cho đến hết Thế Chiến II, được cho xuất biên chế năm 1946, nhưng được tái biên chế trở lại năm 1951 và tiếp tục phục vụ cho đến năm 1960. Con tàu được chuyển cho Colombia và hoạt động như là chiếc ARC Antioquia (DD-01) cho đến khi bị tháo dỡ năm 1973. Hale được tặng thưởng sáu Ngôi sao Chiến trận do thành tích phục vụ trong Thế Chiến II.

## Thiết kế và chế tạo
Hale được đặt lườn tại xưởng tàu của hãng Bath Iron Works ở Bath Maine vào ngày 23 tháng 11 năm 1942. Nó được hạ thủy vào ngày 4 tháng 4 năm 1943; được đỡ đầu bởi bà G. H. Chase, cháu nội Thượng nghị sĩ Hale; và nhập biên chế tại Xưởng hải quân Boston vào ngày 15 tháng 6 năm 1943 dưới quyền chỉ huy của Hạm trưởng, Trung tá Hải quân Karl F. Poehlmann.

## Lịch sử hoạt động

### 1943
Hale thực hiện chuyến đi chạy thử máy tại vùng biển Caribe, rồi huấn luyện dọc theo vùng bờ Đông Hoa Kỳ, cho đến khi rời Halifax, Nova Scotia vào ngày 21 tháng 9 năm 1943 để đi sang Mặt trận Thái Bình Dương, băng qua kênh đào Panama và đi đến Trân Châu Cảng vào ngày 9 tháng 10.
Hale lại lên đường vào ngày 8 tháng 11, để tham gia Chiến dịch quần đảo Gilbert, bước đầu tiên của một chuỗi các cuộc đổ bộ dọc suốt quần đảo Micronesia. Nó hộ tống các tàu sân bay trong các cuộc không kích lên Tarawa từ ngày 18 đến ngày 20 tháng 11, bắn phá đảo Betio vào ngày 19 tháng 11, và hỗ trợ cho cuộc đổ bộ của lực lượng Thủy quân Lục chiến vào ngày hôm sau. Trong cuộc không kích phản công của đối phương diễn ra sau đó, hỏa lực phòng không của nó đã bắn rơi nhiều chiếc. Sau khi bảo vệ cho chiếc tàu sân bay hạng nhẹ Independence (CVL-22) bị hư hại rút lui trong hai ngày, nó gia nhập trở lại lực lượng đặc nhiệm tàu sân bay để tấn công quần đảo Marshall, mục tiêu tiếp theo của lực lượng đổ bộ.

### 1944
Hale quay trở về Trân Châu Cảng vào ngày 8 tháng 12 năm 1944 để huấn luyện nhằm chuẩn bị cho chiến dịch tiếp theo. Nó lên đường đi quần đảo Ellice vào ngày 21 tháng 12, rồi lại khởi hành từ đây vào ngày 21 tháng 1 năm 1944 để tham gia Chiến dịch quần đảo Marshall và Palau. Nó đã bắn phá lên các đảo san hô Maloelap và Wotje từ ngày 29 tháng 1 đến ngày 22 tháng 2, trước và sau các cuộc đổ bộ. Khởi hành từ Kwajalein vào ngày 11 tháng 3, nó đi đến Guadalcanal để tuần tra chống tàu ngầm, rồi lên đường vào ngày 27 tháng 3 hộ tống các đoàn tàu tăng viện đi đến mũi Torokina thuộc đảo Bougainville.
Sau khi hoạt động trong thành phần bảo vệ chống tàu ngầm cho các tàu sân bay hộ tống hỗ trợ cho cuộc đổ bộ lên Hollandia thuộc New Guinea, Hale quay trở về cảng Seeadler từ ngày 4 đến ngày 7 tháng 5. Nó sau đó đi đến khu vực quần đảo Solomon cho các cuộc tổng dượt sau cùng trước Chiến dịch quần đảo Mariana. Chiếc tàu khu trục đã tham gia bắn phá chuẩn bị lên Guam, quay trở lại Eniwetok một thời gian ngắn vào ngày 14 tháng 7, rồi hỗ trợ cho cuộc đổ bộ lên Guam vào ngày 21 tháng 7.
Hale quay trở lại Eniwetok vào ngày 4 tháng 8, để rồi lại lên đường sáu ngày sau đó cho các hoạt động hỗ trợ và huấn luyện tại vùng biển Hawaii nhằm chuẩn bị cho cuộc đổ bộ tiếp theo lên Leyte, Philippines. Nó lên đường cùng các tàu vận chuyển binh lính vào ngày 15 tháng 9 để đi đến đảo Manus, rồi lại khởi hành cùng Lực lượng Tấn công phía Nam vào ngày 14 tháng 10 để hướng sang Philippines. Đên ngày 18 tháng 10, đội của nó được sự tham gia của tàu tuần dương hạng nhẹ Nashville (CL-43) có tướng Douglas MacArthur trên tàu. Chiếc tàu khu trục tiến vào vịnh Leyte vào sáng sớm ngày 20 tháng 10, hỗ trợ hải pháo cho các đơn vị đổ bộ chiếm đóng sân bay tại Dulag. Sau đó nó gia nhập lực lượng tàu sân bay hộ tống dưới quyền Chuẩn đô đốc Clifton A. F. Sprague vào ngày 25 tháng 10, sau cuộc chiến đấu anh dũng của đơn vị này trong Trận chiến ngoài khơi Samar.
Hale sau đó tham gia thành phần hộ tống cho đoàn tàu đưa lực lượng tăng viện khởi hành từ Morotai, và đổ bộ họ tại Tacloban, Leyte vào ngày 14 tháng 11. Một chuyến đi tương tự được thực hiện từ Hollandia đến Leyte vào tháng 11 để tập trung lực lượng tại Philippines. Chiếc tàu khu trục khởi hành vào ngày 24 tháng 11, đi ngang qua New Guinea, quần đảo Marshall và Trân Châu Cảng để quay về Hoa Kỳ, về đến San Francisco vào ngày 22 tháng 12.

### 1945
Hale quay trở lại Mặt trận Thái Bình Dương vào đầu năm 1945, đi đến Trân Châu Cảng vào ngày 25 tháng 2. Nó khởi hành từ Ulithi vào ngày 14 tháng 3 cùng đội đặc nhiệm tàu sân bay dưới quyền Chuẩn đô đốc Forrest Sherman, đặt cờ hiệu soái hạm trên chiếc Essex (CV-9), nhằm tấn công các sân bay đối phương trước cuộc đổ bộ lên Okinawa. Lực lượng chịu đựng những thiệt hại do không kích đáp trả của đối phương, bao gồm các tàu sân bay Franklin (CV-13) và Wasp (CV-18), từ ngày 19 đến ngày 21 tháng 3, khi chiếc tàu khu trục bắn hạ nhiều máy bay tấn công. Rời vùng biển Nhật Bản, lực lượng quay trở lại Okinawa, tiến hành các hoạt động bắn phá và hỗ trợ gần trước, trong khi và sau cuộc đổ bộ vào ngày 1 tháng 4. Chiếc tàu khu trục đã cứu vớt hai phi công bị bắn rơi trong giai đoạn này, đánh trả vô số các cuộc tấn công cảm tử Kamikaze, và sống sót qua một vụ tấn công khi máy bay tự sát đối phương đâm xuống biển sát mạn tàu.
Hale rời Okinawa vào ngày 11 tháng 4, và sau các chặng dừng tại Ulithi và Guam đã đi đến vịnh Leyte vào ngày 1 tháng 6, hộ tống cho thiết giáp hạm South Dakota (BB-57). Nó sau đó hộ tống cho thiết giáp hạm Washington (BB-56) đi Guam, và gặp gỡ chiếc tàu kéo Munsee (AT-107) đang kéo phần mũi của tàu tuần dương hạng nặng Pittsburgh (CA-72), bị xé rách trong một cơn bão ngoài khơi Okinawa, để đưa về cảng Apra. Con tàu sau đó gia nhập Đệ Tam hạm đội tại vịnh Leyte vào ngày 21 tháng 6.
Hale lên đường trong thành phần Lực lượng Đặc nhiệm 38 dưới quyền Đô đốc Marc Mitscher vào ngày 1 tháng 7 cho đợt không kích tiếp theo lên chính quốc Nhật Bản. Bản thân chiếc tàu khu trục đã tham gia bắn phá các nhà máy tại Hamamatsu vào ngày 29 tháng 7. Sau khi Nhật Bản đầu hàng vào ngày 15 tháng 8 kết thúc cuộc xung đột, nó làm nhiệm vụ giải cứu không–biển ngoài khơi trong các chiến dịch đổ bộ lực lượng chiếm đóng. Con tàu tiến vào vịnh Tokyo vào ngày 16 tháng 9, rồi lên đường quay trở về Hoa Kỳ vào ngày 1 tháng 10, chở theo khoảng 100 cựu chiến binh. Nó về đến Seattle, Washington vào ngày 19 tháng 10, rồi được đưa về lực lượng dự bị tại San Diego, cho đến khi được cho xuất biên chế vào ngày 15 tháng 1 năm 1947.

### 1951 - 1960
Do sự kiện Chiến tranh Triều Tiên nổ ra cũng như tình hình căng thẳng gia tăng trên toàn thế giới, Hale được đưa ra khỏi lực lượng dự bị và tái biên chế trở lại tại Long Beach, California vào ngày 24 tháng 3 năm 1951. Sau chuyến đi chạy thử máy, nó lên đường băng qua kênh đào Panama để sang cảng nhà mới Newport, Rhode Island, đến nơi vào ngày 11 tháng 7. Sau một đợt huấn luyện ôn tập, con tàu khởi hành vào ngày 22 tháng 4 năm 1952 để phục vụ cùng Đệ Lục hạm đội tại vùng biển Địa Trung Hải, hỗ trợ các hoạt động ngoại giao tại khu vực quan trọng nhưng bất ổn này. Sau khi ghé thăm 16 cảng suốt chuyến đi, nó quay về Newport vào ngày 23 tháng 10. Trong một năm rưỡi tiếp theo, con tàu thực hiện hàng loạt vai trò khác nhau: huấn luyện và thực tập phát triển chiến thuật chống tàu ngầm ngoài khơi bờ biển Đại Tây Dương, canh phòng máy bay cho tàu sân bay hoạt động tại vịnh Mexico cùng một chuyến đi huấn luyện học viên sĩ quan cho Học viện Hải quân Hoa Kỳ.
Sau khi được đại tu và hiện đại hóa tại Xưởng hải quân Philadelphia từ tháng 9 năm 1953 đến tháng 1 năm 1954, Hale lên đường vào ngày 1 tháng 6 cho một chuyến đi vòng quanh thế giới. Sau khi băng qua kênh đào Panama, nó đi đến Viễn Đông tham gia lực lượng duy trì sự cân bằng ổn định cho khu vực, rồi băng qua kênh đào Suez vào ngày 17 tháng 11, viếng thăm nhiều cảng tại Địa Trung Hải trước khi quay trở về Newport vào ngày 18 tháng 12 năm 1954. Nó tiếp tục các hoạt động tập trận thường lệ, phục vụ trong vai trò tàu huấn luyện tác xạ lực lượng khu trục tại Newport cho đến ngày 6 tháng 11 năm 1956, khi nó lại lên đường đi sang Địa Trung Hải. Con tàu đã cùng Đệ Lục hạm đội tuần tra tại khu vực Đông Địa Trung Hải trong khi diễn ra cuộc Khủng hoảng kênh đào Suez, giúp ngăn ngừa một cuộc xung đột lớn và bảo vệ những lợi ích của Hoa Kỳ. Nó quay trở về Newport vào ngày 20 tháng 2 năm 1957.

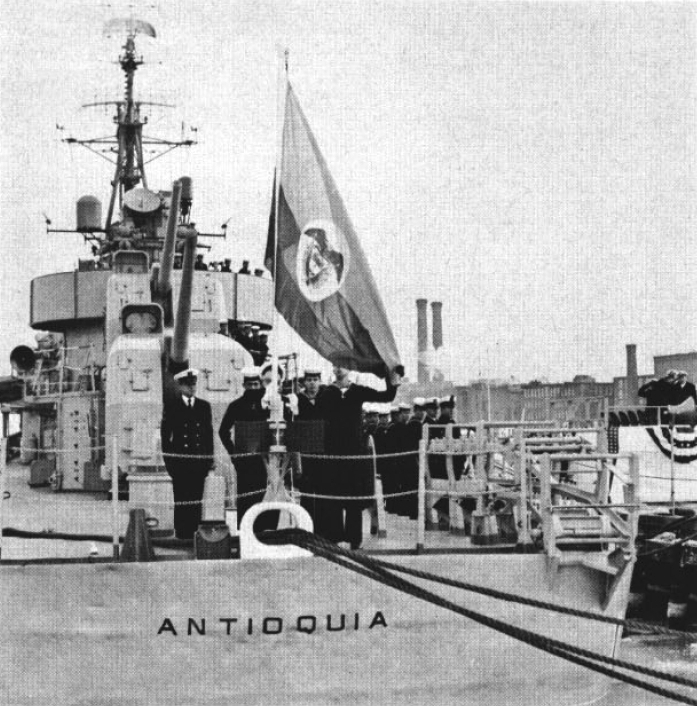
Chuyển giao Hale cho Colombia như là chiếc ARC Antioquia (DD-01), 1961.

Vào tháng 6 năm 1957, Hale tham gia một trong những cuộc duyệt binh hải quân quốc tế lớn nhất lịch sử, với khoảng 60 tàu chiến Hoa Kỳ và 17 tàu các nước khác nhân kỷ niệm 350 năm khám phá Jamestown. Một chuyến đi huấn luyện học viên sĩ quan thứ hai và các cuộc tập trận Khối NATO được tiếp nối vào cuối năm 1957. Con tàu lại bắt đầu một chuyến vòng quanh thế giới khác từ ngày 23 tháng 7 năm 1958, đi qua Naples và kênh đào Suez để đến Ấn Độ và Nhật Bản, rồi quay trở lại San Diego sau khi hoạt động cùng Đệ Thất hạm đội tại vùng biển Đài Loan. Nó quay trở về Newport qua ngã kênh đào Panama vào ngày 24 tháng 11 năm 1958.
Hale lại hoạt động tại Địa Trung Hải từ tháng 8 năm 1959 đến tháng 2 năm 1960 trong nhiệm vụ gìn giữ hòa bình và viếng thăm thiện chí; nó quay trở về Newport vào ngày 26 tháng 2 năm 1959. Sau một giai đoạn thực tập chống tàu ngầm cùng những tàu ngầm nguyên tử, nó được cho xuất biên chế tại Boston, Massachusetts vào ngày 30 tháng 7 năm 1960.

### ARCAntioquia(DD-01)
Con tàu được chuyển cho Colombia vào ngày 23 tháng 1 năm 1961 trong Chương trình Viện trợ Quân sự, và phục vụ cùng Hải quân Colombia như là chiếc ARC Antioquia (DD-01). Nó được cho ngừng hoạt động vào ngày 20 tháng 12 năm 1973 và bị tháo dỡ sau đó.

## Phần thưởng
Hale được tặng thưởng sáu Ngôi sao Chiến trận do thành tích phục vụ trong Thế Chiến II.